# Ceccano
Ceccano ist eine italienische Stadt in der Provinz Frosinone in der Region Latium  mit 22.207 Einwohnern (Stand 31. Dezember 2023).

## Geographie

Lage von Ceccano in der Provinz Frosinone

Ceccano liegt 11 km südlich von Frosinone und 89 km südöstlich von Rom.
Die Altstadt von Ceccano liegt auf einem Hügel über dem Fluss Sacco, zwischen den Monti Ernici im Norden und den Monti Lepini im Süden.
Die modernen Stadtviertel liegen im Tal um den Hügel und auf dem anderen Flussufer zwischen dem Sacco und dem Bahnhof.
Das Gemeindegebiet erstreckt sich über eine Höhe von 108 m s.l.m. bis 789 m s.l.m.
Die Nachbargemeinden sind im Uhrzeigersinn Frosinone, Arnara, Pofi, Castro dei Volsci, Villa Santo Stefano, Giuliano di Roma und Patrica.
Die Gemeinde liegt in der Erdbebenzone 2 (mittel gefährdet).

### Verkehr
- Ceccano liegt an der A1 Autostrada del Sole. Die nächste Ausfahrt ist Frosinone in 10 km Entfernung vom Stadtzentrum.
- Über die Strada Statale 156 dei Monti Lepini ist Ceccano mit Latina und der Via Appia verbunden.

- Der Bahnhof von Ceccano liegt an der Bahnstrecke Roma–Cassino–Napoli, er ist außerdem Haltepunkt der Regionalbahn FR6 von Roma Termini nach Cassino.

## Geschichte
In der Zeit der römischen Antike hieß der Ort Fabrateria. Seit dem 7. Jahrhundert v. Chr. wurde der Ort von den Volskern besiedelt. 330 v. Chr. wurde er zum römischen Municipium. Als nach der Zerstörung von Fregellae 125 v. Chr. der Ort Fabrateria Nova gegründet wurde, nahm Fabrateria zur Unterscheidung den Namen Fabrateria Vetus an.
Um das Jahr 600 n. Chr. änderte der Ort zu Ehren des Konsuls Petronio Ceccanus, Vater des Papstes Honorius I., den Namen in Ceccano. Ceccano gehörte direkt zum Heiligen Stuhl. Die Eroberung des Ortes durch die Langobarden 752 war der Anlass, dass Papst Stephan II. den Franken Pippin um Hilfe bat, der darauf die Langobarden besiegte und mit der Pippinschen Schenkung den Kirchenstaat gründete.
Um das Jahr 1000 gehörte der Ort einer Adelsfamilie Da Ceccano unbekannter Herkunft. Sie bauten die Burg von Ceccano zu einem wichtigen strategischen Punkt an der Südgrenze des Kirchenstaats aus. Die Gemeinde führt bis heute das Wappen des Kardinals Annibaldo de Ceccano (1282–1350), des prominentesten Mitglieds der Familie.
Doch zu seiner Zeit begann auch der Niedergang des Geschlechts und Ceccano fiel wieder an den Heiligen Stuhl. 1523 bis 1816 gehörte es der Familie Colonna.

## Bevölkerungsentwicklung
| Jahr      | 1881  | 1901  | 1921   | 1936   | 1951   | 1971   | 1991   | 2001   |
| --------- | ----- | ----- | ------ | ------ | ------ | ------ | ------ | ------ |
| Einwohner | 7.281 | 9.996 | 12.970 | 15.139 | 17.514 | 18.875 | 22.121 | 22.334 |

Quelle: ISTAT

## Politik
Manuela Maliziola (PSI) wurde bei der Stichwahl am 20./21. Mai 2012 mit 55,3 % zur Bürgermeisterin gewählt. Ihre Mitte-Linka-Koalition stellt auch mit 10 von 16 Sitzen die Mehrheit im Gemeinderat.
Bürgermeister von Ceccano:
- 1994–2002: Maurizio Cerroni, (DS)
- 2002–2012: Antonio Ciotoli, (SDI)
- seit 2012: Manuela Maliziola, (PSI)

### Wappen
Geteilter Schild. Rechts ein halber Reichsadler, links sechs waagerechte Streifen in rot und schwarz. Die schwarzen Streifen sind mit sechs liegenden, silbernen Monden belegt. Das Wappen geht auf Kardinal Annibaldo di Ceccano zurück.

## Persönlichkeiten im Zusammenhang mit  Ceccano
- Magnus von Fabrateria vetus, Heiliger und Märtyrer des 3./4. Jahrhunderts.

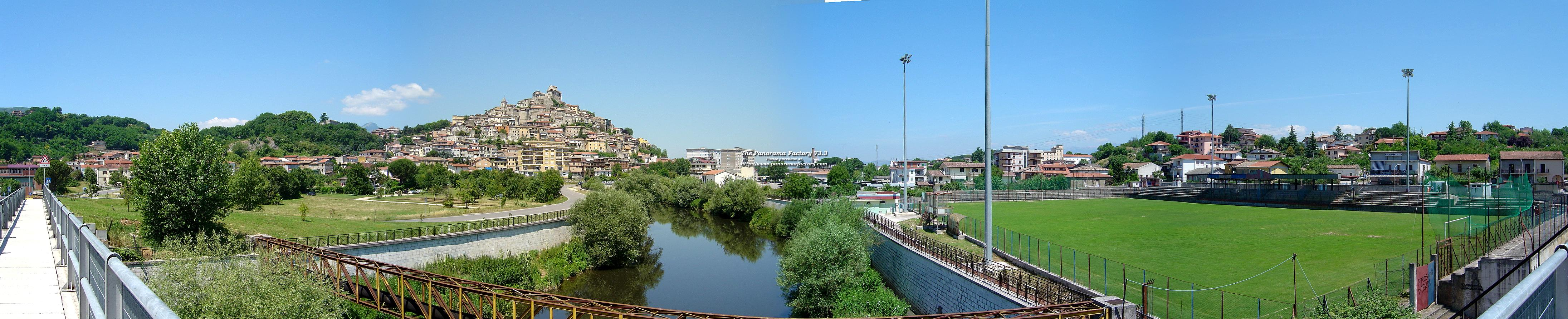
Panorama von Ceccano